# Tribunal Constitucional de Polonia
El Tribunal Constitucional de Polonia es el tribunal constitucional de la República de Polonia, un órgano judicial establecido para resolver controversias sobre la constitucionalidad de las actividades de las instituciones estatales; su tarea principal es supervisar el cumplimiento de la ley estatutaria con la Constitución de la República de Polonia. Fue establecido el 26 de marzo de 1982 por el gobierno comunista de la República Popular de Polonia después de la introducción de la ley marcial, en un intento de aplastar la oposición política. Los poderes del tribunal aumentaron en 1989 con la transición a la Tercera República de Polonia capitalista y en 1997 con el establecimiento de una nueva constitución. Los cambios en el tribunal tras la crisis del Tribunal Constitucional polaco de 2015 llevaron a que el tribunal fuera descrito en febrero de 2020 por exjueces del tribunal, incluidos los expresidentes del tribunal Andrzej Rzepliński, Marek Safjan, Jerzy Stępień, Bohdan Zdziennicki y Andrzej Zoll, como "virtualmente abolido"

## Composición
El Tribunal Constitucional está compuesto por 15 jueces elegidos por el Sejm RP (la cámara baja del parlamento) por períodos únicos de nueve años. El Tribunal Constitucional constituye una de las garantías formales de un estado basado en el estado de derecho. [Cita requerida]
Tres jueces, designados por el presidente del Tribunal, actúan como miembros de la Comisión Nacional Electoral (Ley de 5 de enero de 2011 Código Electoral).